# AlMasria Universal Airlines
AlMasria Universal Airlines (arabisch المصرية العالمية للطيران) ist eine ägyptische Fluggesellschaft mit Sitz in Kairo und Basis auf dem Flughafen Kairo-International.

## Geschichte
AlMasria Universal Airlines wurde 2008 gegründet und startete den Flugbetrieb im Juni 2009.

## Flugziele
AlMasria Universal Airlines bedient von Kairo aus sowohl nationale als auch internationale Ziele.
Von Hurghada bedient die Fluggesellschaft u. a. auch Düsseldorf, Frankfurt, Hannover, Bremen, München und Stuttgart.

## Flotte
Mit Stand Februar 2025 besteht die Flotte der AlMasria Universal Airlines aus acht Flugzeugen mit einem Durchschnittsalter von 21,8 Jahren:
| Flugzeugtyp     | aktiv | bestellt | Anmerkungen                                   | Durchschnittsalter |
| --------------- | ----- | -------- | --------------------------------------------- | ------------------ |
| Airbus A320-200 | 02    | 0        |                                               | 24,8 Jahre         |
| Airbus A321-200 | 04    | 0        | zwei mit Sharklets ausgestattet; zwei inaktiv | 18,0 Jahre         |
| Boeing 737-400  | 02    | 0        |                                               | 26,2 Jahre         |
| Gesamt          | 6     | –        |                                               | 21,8 Jahre         |

### Ehemalige Flugzeugtypen
In der Vergangenheit setzte AlMasria Universal Airlines folgende Flugzeugtypen ein:
| Flugzeugtyp     | Anzahl | von  | bis  | Anmerkungen |
| --------------- | ------ | ---- | ---- | ----------- |
| Airbus A330-200 | 01     | 2018 | 2020 |             |
| Boeing 737-500  | 01     | 2017 | 2020 |             |